# Genazzano
Genazzano is een gemeente in de Italiaanse provincie Rome (regio Latium) en telt 5537 inwoners (31-12-2004). De oppervlakte bedraagt 32,0 km², de bevolkingsdichtheid is 166 inwoners per km².

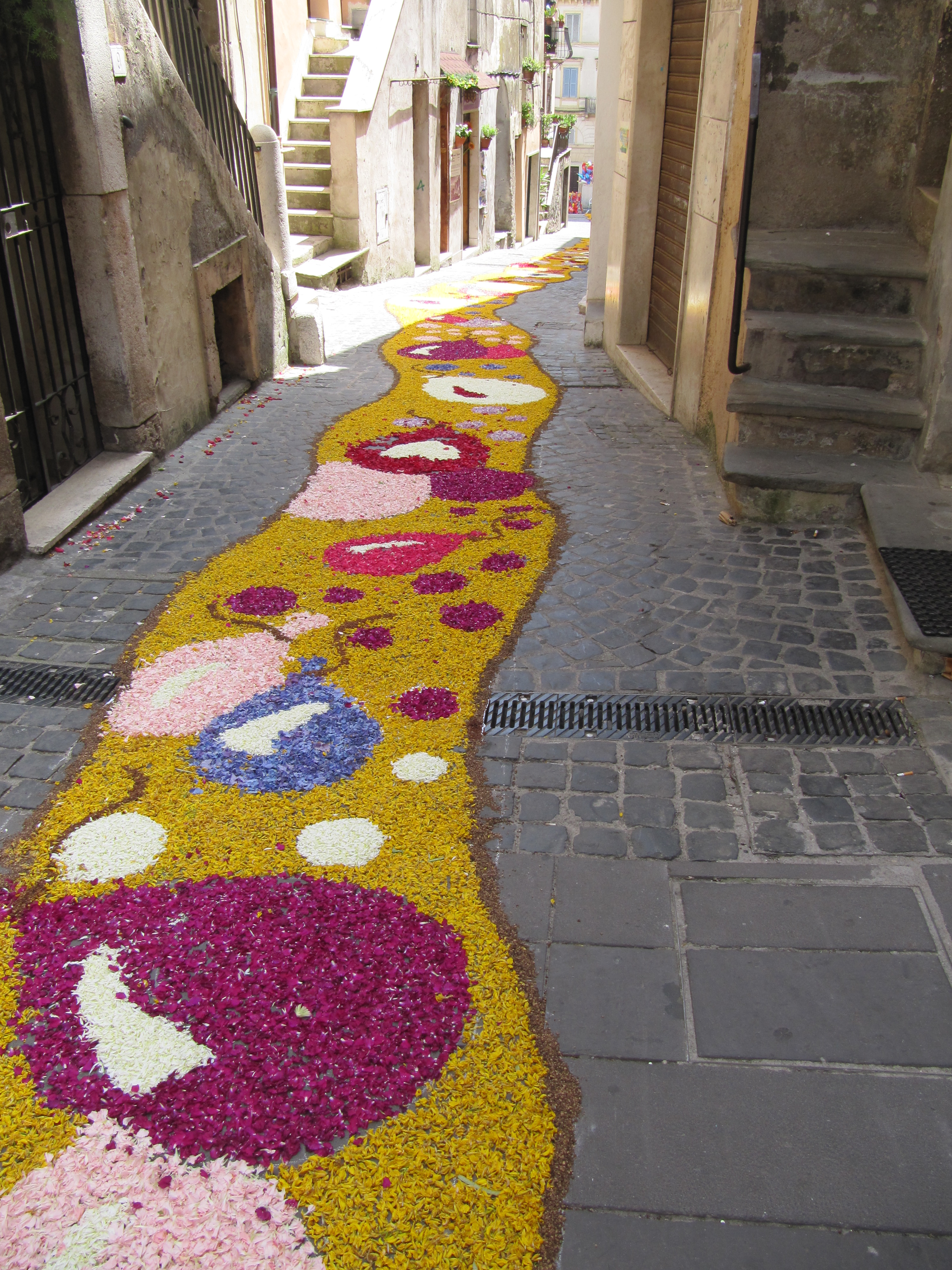
Een bloementapijt in een straat in Genazzano

## Demografie
Genazzano telt ongeveer 2130 huishoudens. Het aantal inwoners steeg in de periode 1991-2001 met 4,9% volgens cijfers uit de tienjaarlijkse volkstellingen van ISTAT.
| Jaar | Inwoneraantal |
| ---- | ------------- |
| 1991 | 5065          |
| 2001 | 5314          |

## Geografie
De gemeente ligt op ongeveer 375 m boven zeeniveau, net buiten Rome.
Genazzano grenst aan de volgende gemeenten: Capranica Prenestina, Cave, Colleferro, Olevano Romano, Paliano (FR), Rocca di Cave, San Vito Romano, Valmontone.

## Heiligdom
In Genazzano bevindt zich het heiligdom van de Moeder van de Goede Raad. Het heiligdom herbergt een oude afbeelding van de Maagd Maria, afkomstig uit Shkodër (Albanië) en was zeer geliefd bij paus Leo XIII, die het nooit heeft kunnen bezoeken, maar het in 1903 wel tot de waardigheid van basilica minor heeft verheven. 
Paus Leo XIV koos ervoor om voor zijn eerste reis buiten het Vaticaan het heiligdom te bezoeken. De paus bezocht het heiligdom, dat sinds 1200 door de kloosterorde van de augustijnen wordt beheerd, op 10 mei 2025 rond 16.00 uur voor een privébezoek. Andere pausen hadden de Moeder van de Goede Raad al bezocht: Johannes XXIII in 1959 en Johannes Paulus II in 1993.

## Geboren
- Paus Martinus V (1368-1431), geboren als Oddone Colonna